# Friedrich Schwendimann
Friedrich Georg Schwendimann (* 5. April 1867 in Solothurn; † 27. Dezember 1947 ebenda) war ein römisch-katholischer Geistlicher und Kirchenhistoriker.

## Leben
Friedrich Georg Schwendimann war der Sohn des Buchdruckers Benedikt Schwendimann und dessen Ehefrau Theresia, geb. Utlett.
Er besuchte das Gymnasium Solothurn und anschliessend ab 1886 das Collegium Germanicum et Hungaricum in Rom. Von 1887 bis 1889 studierte er an der Universität Würzburg, der Universität Innsbruck und der Universität Tübingen. 1890 kam er zum Priesterseminar nach Solothurn und erhielt 1891 die Priesterweihe.

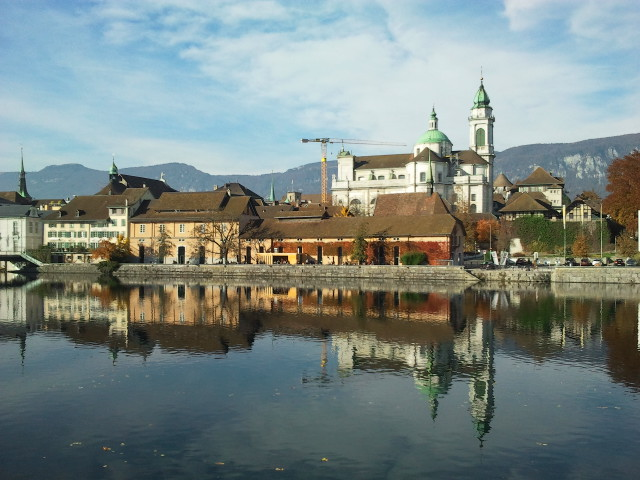
St. Ursenkathedrale oberhalb der Aare

1891 wurde er Vikar in Kriegstetten und war von 1892 bis 1906 Pfarrer in Deitingen. In der Zeit von 1906 bis 1925 war er Stadtpfarrer in Solothurn, 1908 erfolgte seine Ernennung zum Domherrn und 1924 zum Dompropst der St. Ursenkathedrale.
Von 1927 bis 1935 war er Offizial des Bistums Basel.

### Wirken
Friedrich Georg Schwendimann war die Renovation der Kathedrale St. Ursen in Solothurn zu verdanken, und dass er dafür sorgte, das deren Rechtsverhältnisse geklärt wurden; diese wurde durch Bundesgerichtsentscheid der römisch-katholischen Kirchengemeinde Solothurn zugesprochen.

## Ehrungen
- 1929 erfolgte seine Ernennung zum Päpstlichen Hausprälaten.
- 1939 ernannte ihn die philosophische Fakultät der Universität Freiburg zum Dr. h. c.

## Schriften (Auswahl)
- Die Schulvisite: praktische Winke zur Vornahme der Schulbesuche, besonders für Mitglieder der Gemeinde-Schulkommissionen. Solothurn Buch- und Kunstdruckerei Union 1903.
- Die Entstehung der Organismen im Lichte der Bibel und der Naturforschung. Solothurn: Union, 1904.
- St. Ursen, Kathedrale des Bistums Basel und Pfarrkirche von Solothurn: Geschichtlich dargestellt von F. Schwendimann. Solothurn Buchdruck Union A.G. 1928.
- Die Krankenschwestern im Bürgerspital zu Solothurn. Solothurn Union 1929.
- Die Schatzkammer der Sankt Ursen-Kirche in Solothurn. Solothurn, 1935.
- Führer durch die Kathedral und Pfarrkirche St. Ursen in Solothurn und deren Kirchenschatz. Solothurn: Union 1935.
- Geistlicher Stammbaum der Familie von Glutz in Solothurn. Solothurn Konrad Glutz von Blotzheim 1938.
- Maria spricht zur Welt!: Geheimnis und weltgeschichtliche Sendung Fàtimas. Freiburg, Schweiz : Verlag der Paulusdruckerei, 1943.
- Friedrich Schwendimann; Jean-Pierre Simmen: Die Glocken von Sankt Ursen: Bruderschaftsgabe. Solothurn Jakobsbrüder Solothurn Rüegger Satz + Druck 1987.